# Guido de Marco
Guido de Marco (Valletta, 1931. július 22., - Msida, 2010. augusztus 12.) máltai jogász és politikus, 1999 és 2004 között Málta hatodik köztársasági elnöke volt. Miniszterként, a Nemzeti Párt alelnökeként, és a Legfelsőbb Bíróság elnökeként is szolgálta hazáját. A 20. század végén jelentős nemzetközi szerepvállalásai ismertté tették Európában és az arab világban is.

## Élete
1931-ben született Vallettában. A St. Aloysius College elvégzése után a Királyi Máltai Egyetemen szerzett filozófia-, közgazdaságtan- és olaszdiplomát 1952-ben, majd három évvel később megszerezte a jogi doktorátust. 1956 és 1966 között a legfelsőbb bíróságon volt gyakornok, majd tanácsadó. 1967-től a büntetőjog professzora a Máltai Egyetemen.
Kezdetben a Demokratikus Nacionalista Párt tagja volt, ám olyan alapvető kérdésekben nem értett egyet a pártvezetéssel, mint a függetlenség. Ezért Ġorġ Borġ Olivier hívására 1966-ban már a Nemzeti Párt színeiben indult először a választásokon. Ettől kezdve minden választáson sikerült a képviselőházba kerülnie, amikor elindult. 1972 és 1977 között a Nemzeti Párt főtitkára volt, ezután a párt alelnökévé választották. 1967-től az Európai Tanács tagja volt.
Az 1987-es választásokon pártja kormányra került, de Marco pedig megkapta az igazságügyi és a belügyi tárca vezetését. Legfontosabb lépése a rendőrség iránti megrendült bizalom visszaszerzése volt, az akadémia megalapításával megfelelően képzett rendőri erőt hozott létre, amelynek sikerült leráznia a korábbi visszásságok, többek közt előzetes letartóztatásban lévők megölésének bélyegét. 1989-től külügyminiszter lett. 1990-ben az ENSZ 45. közgyűlésének elnökévé választották. Július 16-án ő nyújtotta be az Európai Unióhoz Málta csatlakozási kérelmét. Különösen sokat tett az Irak által lerohant Kuvait elismerése és támogatása érdekében, amelyért az arab állam temetése napján is háláját fejezte ki. Palesztinai látogatásán egy menekülttáborban tűzharcba került, ám sértetlenül túlélte. Politikai ellentéteik ellenére jó viszonyban volt Duminku Mintoff munkáspárti vezetővel, többek közt de Marco tekintélyével sikerült a kisebbségi munkáspárti kormánnyal elfogadtatni azt az alkotmánymódosítást, amely a legtöbb szavazatot kapott pártnak mindenképpen biztosítja a kormányalakítás lehetőségét. Jó viszonyuk miatt Alfred Sant miniszterelnök őt vádolta Mintoff eltántorításával, amikor az egy saját kormánya elleni szavazattal megbuktatta Santot.
Két évi munkáspárti kormányzás után 1998-ban ő indította újra a felfüggesztett csatlakozási tárgyalásokat az Európai Unióval. A következő évben megválasztották Málta köztársasági elnökévé. 2001-ben bulgáriai látogatásán az autójába rohant egy furgon, ám ő túlélte a balesetet. 2004-ben visszavonult a politikától. Mindhárom gyermeke követte a jogi pályán. Egy szívműtét után a Mater Dei Kórházban halt meg 2010. augusztus 12-én.

## Kapcsolódó oldalak
- Málta államfőinek listája